# Sablé piémontais
Polyommatus humedasae
Espèce
Statut de conservation UICN

 EN B1ab(iii,v)+2ab(iii,v) : En danger
Le Sablé piémontais (Polyommatus humedasae) est une espèce d'insectes lépidoptères (papillons) de la famille des Lycaenidae, de la sous-famille des Polyommatinae et du genre Polyommatus.

## Dénominations
Polyommatus  humedasae a été nommé par Giovanni Guido Toso (d) et Emilio Balletto (d) en 1979.
Synonyme : Agrodiaetus humedasae Toso et Balletto, 1976
Il appartient au sous-genre Agrodiaetus (Hübner, 1822)

### Noms vernaculaires
Le Sablé piémontais se nomme en anglais Piedmont Anomalous Blue.

## Description
C'est un petit papillon au dessus marron à frange crème.
Le revers est ocre clair et orné d'une ligne de petits points noirs cernés de blanc, plus marqués aux antérieures chez la femelle.

### Espèce proche
Très proche des autres sablés.

## Biologie

### Période de vol et hivernation
Ce sont les très jeunes chenilles qui hivernent. Ensuite elles sont soignées par des fourmis.
Il vole en une génération, en juillet et août.

### Plantes hôtes
Sa plante hôte est Onobrychis viciifolia.

## Écologie et distribution
Il n'est présent qu'en Vallée d'Aoste, en Italie,.

### Biotope
Son habitat est constitué de pentes fleuries.

### Protection
Le Sablé piémontais est inscrit sur la liste des insectes strictement protégés de l'annexe 2 de la Convention de Berne.
Le Sablé piémontais a le statut d'espèce en danger (EN)